# ميرير

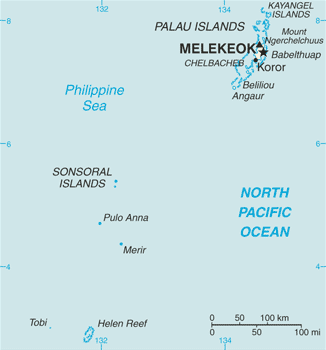
موقع جزيرة ميرير في جمهورية بالاو

ميرير (بالأنكليزية:Merir أو Melieli) هي جزيرة صغيرة نائية تابعة لمجموعة جزر بالاو في المحيط الهادئ الغربي. مساحة الجزيرة 0.90 كم²، حيث كانت موطناً لخمسة أشخاص في عام 2000. القرية الرئيسية تقع في الشمال الغربي من الجزيرة، ويوجد فيها محطة راديو.
تغطى الجزيرة بالأشجار وهي محاطة بالمحيطات المفتوحة وبشاطئ رملي كما تحيط بها الشعاب المرجانية على بعد 1100 متر من الشاطئ في الجنوب و 160 متر في الشمال حواف الشعاب شديدة الانحدار، كما وتقع قرية ميرير في الجانب الشمالي الغربي من الجزيرة.